# Emili Turú
Hermano Emili Turú Rofes (Marsá, 1955) superior general (2009-2017) de Congregación de los Hermanos Maristas, fundada por San Marcelino Champagnat, desde el 26 de septiembre de 2009.

## Biografía
Emili Turú es natural de Marsá (Tarragona), donde nació en 1955. Su formación la recibió en las casas de formación de Llinars del Vallès, Rubí, de Abellanes (en el municipio de Les Avellanes y Santa Liña) y de Alcalá de Henares (profesor de enseñanza primaria, maestro de catalán y licenciado en teología). Fue profesor en el Colegio Maristas Les Corts de Barcelona. También estudió Teología en Roma. Fue Superior de la Provincia Marista de Cataluña.
Ya en 2001, en el XX Capítulo General fue elegido consejero general. En el siguiente, el XXI Capítulo General, celebrado en Roma ocho años después, en 2009, Emili Turú fue elegido superior general del Instituto Marista, el 26 de septiembre de 2009 hasta el 2 de octubre de 2017.